# Tremella aurantia
Tremella aurantia és una espècie de fong de l'ordre dels tremel·lals (Tremellales), família Tremellaceae. És una fong gelatinós amb un aspecte similar al de Tremella mesenterica, però té basidis amb tija en lloc dels basidis sèssils i parasita els micelis de Stereum hirsutum en lloc dels de Peniophora.
Fa lòbuls foliacis ondulats i plegats de color groc taronja opac o poc brillant, daurat, (aurantia en llatí)
Es troba preferentment en fusta tallada d'alzina i altres arbres.